# Parafia Wniebowzięcia Najświętszej Maryi Panny w Jaśle
Parafia Wniebowzięcia Najświętszej Maryi Panny w Jaśle – parafia znajdująca się w diecezji rzeszowskiej w dekanacie jasielskim wschodnim.

Erygowana w 1326 roku. Kościół parafialny murowany, zbudowany w 2 połowie XV wieku, spalony w 1944, odbudowany w latach 1946–1949.